# Jüdischer Friedhof (Altena)

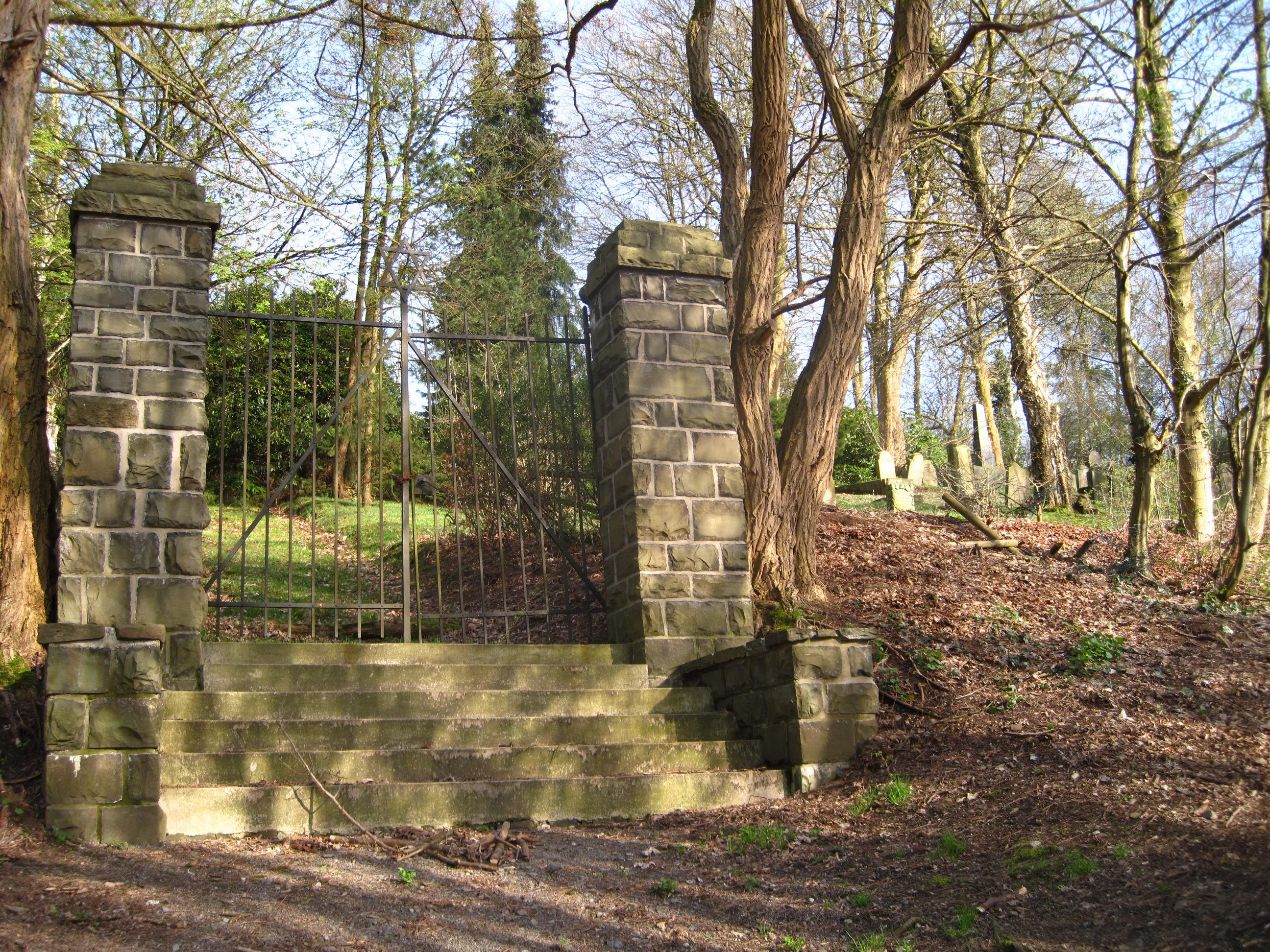
Jüdischer Friedhof Altena (2011)

Der Jüdische Friedhof Altena in der Stadt Altena im Märkischen Kreis liegt an der Straße Am Grünen Wege. Auf ihm befinden sich 54 Grabsteine.
Der Friedhof wurde in der Zeit um 1780 bis ungefähr 1930 belegt. Er ist als Baudenkmal geschützt.